# Bonneval, Eure-et-Loir

Bonneval este o comună în departamentul Eure-et-Loir, Franța. În 1 ianuarie 2022 avea o populație de 4.890 de locuitori.